# André Schiffrin
André Schiffrin (París, 12 de junio de 1935 - ibídem, 1 de diciembre de 2013) fue un escritor y editor franco-estadounidense.

## Vida
Schiffrin fue hijo de Jacques Schiffrin, un ruso judío que emigró a Francia y brevemente tuvo éxito allí como editor de la Bibliothèque de la Pléiade, que él fundó, y que fue comprada por Gallimard, hasta que fue despedido a causa de las leyes antijudíos impuestas por el régimen de Vichy.
Jacques Schiffrin y su familia tuvieron que huir y finalmente encontraron refugio en los Estados Unidos. Como el más joven, Schiffrin recuerda en su autobiografía, Una educación política: entre París y Nueva York (2008), que experimentó la vida en dos países como el hijo de un intelectual judío.
Durante casi 30 años Schiffrin fue director de la editorial Pantheon Books, donde fue parcialmente responsable de la introducción de la obra de Pasternak y Foucault, entre otros. En 1990 Schiffrin fue despedido de Pantheon Books y fundó la organización no lucrativa The New Press, explicando que lo hizo debido a las tendencias económicas que le impedían la publicación de libros serios. Schiffrin analizó lo que consideró como la crisis en la edición occidental en sus libros.
Falleció en París el 1 de diciembre de 2013 a los 78 años, a causa de un cáncer de páncreas.

## Obras
- La edición sin editores (2000) ISBN 9788423332137
- El control de la palabra (2006) ISBN 9788433962386
- Una educación política: entre París y Nueva York (2008) ISBN 9788483078150
- L'argent et les mots (2010) ISBN 2-35872-006-9